# Favish
Fabio Tubenchlak, também conhecido como Favish, é um escritor, ator e artista plástico brasileiro.
Nascido em Niterói (RJ), estudou Letras na UFF e formou-se em teatro na CAL. Trabalhou como ator, diretor, produtor, adaptador e cenógrafo, dentre outras coisas.
Integrando a Cia. Instável de Humor, recebeu o prêmio de melhor cenário no 5º Prêmio Coca-Cola de Teatro Infantil e foi indicado ao prêmio de melhor ator no 1º Prêmio Coca-Cola de Teatro Jovem.
Em 2010 foi contemplado com a Bolsa FUNARTE de Circulação Literária.
Em 2011 abriu a Livre Galeria, espaço destinado a expor e divulgar trabalhos de arte contemporânea e publicou seu primeiro livro "A Deusa, o Herói, o Centauro e a Justa Medida", vencedor do Prêmio Glória Pondé, cocedido pela Fundação Biblioteca Nacional. Desde 2012 circula com a MACLI - Mostra de Arte Contemporânea em Literatura Infantil, da qual é idealizador e produtor.